# Рут (кратер)
Кратер Рут је ударни метеорски кратер на површини планете Венере. Налази се на координатама 43,3° северно и 19,9° источно (планетоцентрични координатни систем +Е 0-360) и са пречником од 18,5 км међу кратерима је мање величине на површини ове планете. Један је од најдубљих кратера на Венери са дубином од 6.051 метар.
Кратер је име добио према јеврејском женском имену Рут, Рута, а име кратера је 1985. усвојила Међународна астрономска унија.